# Paragomphus pumilio
Paragomphus pumilio – gatunek ważki z rodziny gadziogłówkowatych (Gomphidae).